# Одинокий волк: Шпионская охота
«Одинокий волк: Шпионская охота» (англ. The Lone Wolf Spy Hunt) — американский шпионский комедийный триллер, поставленный режиссёром Питером Годфри, который вышел на экраны в 1939 году.
Фильм рассказывает о Майкле Лэнъярде (Уоррен Уильям), бывшем взломщике сейфов и похитителе драгоценностей, известном как Одинокий волк, который стал порядочным человеком и джентльменом, живёт в Вашингтоне и воспитывает дочь Патрицию (Вирджиния Уайдлер). Однажды его похищает банда иностранных шпионов, принуждая выкрасть чертежи секретного зенитного орудия. Лэнъярд вынужден вступить в сложную борьбу со шпионами, одновременно пытаясь уладить дела со своей ревнивой подружкой, дочерью сенатора Вэл Карсон (Айда Лупино), противостоять соблазнительной шпионке Карен (Рита Хейворт), а также отбиваться от мстительного инспектора полиции Томаса (Дон Беддоу).
Персонажа по прозвищу Одинокий волк создал в 1914 году американский писатель Луис Джозеф Вэнс (англ.  Louis Joseph Vance), сделав его героем серии своих книг. В период с 1917 по 1949 год было поставлено 24 фильма про Одинокого волка, среди которых 14 фильмов были звуковыми и выпущены после 1935 года. Это первый в серии из восьми фильмов, в которых роль Одинокого волка сыграл Уоррен Уильям.
Критики позитивно оценили этот развлекательный фильм, отметив сильный сценарий, хорошую режиссёрскую работу, неослабевающий темп, удачное сочетание юмора и саспенса, а также отличную актёрскую игру со стороны Уоррена Уильяма и большинства актёров второго плана.

## Сюжет
Оставив преступную деятельность, бывший похититель драгоценностей Майкл Лэнъярд (Уоррен Уильям), известный как Одинокий волк, селится в Вашингтоне, где ведёт добропорядочную светскую жизнь. Однажды дождливым вечером на улице группа вооружённых людей похищает Лэнъярда и доставляет его к главарю шпионской банды Спиро (Ральф Морган), лицо которого скрыто тенью. Спиро предлагает Лэнъярду 10 тысяч долларов за то, чтобы тот вскрыл сейф Министерства обороны США и выкрал из него чертежи новой зенитной пушки. Когда Лэнъярд отказывается, Спиро неожиданно легко отпускает его, предварительно незаметно похищая у него несколько сигарет, выполненных по индивидуальному заказу. После ухода Одинокого волка подручный Спиро по имени Дженкс (Бен Уелден) говорит, что сам легко вскроет этот сейф, на что главарь банды отвечает, что ему надо свести «старые счёты с Одиноким волком», который когда-то создал для него большие проблемы. На следующий день обнаруживается, что кто-то вскрыл сейф Министерства обороны, похитив из него чертежи нового зенитного орудия изобретателя Палмера, при этом на месте преступления обнаружен окурок фирменной сигареты Лэнъярда. Как сообщает инспектору полиции Томасу (Дон Беддоу) представитель Министерства обороны, трёх наиболее важных листов чертежей в сейфе однако не было, так как Палмер взял их с собой для доработки в лаборатории. По словам Томаса, Лэнъярд — один из немногих, кто способен вскрыть такой сейф, однако он давно отошёл от дел. Инспектор понимает, что кто-то просто хочет подставить Лэнъярда, тем не менее, решает воспользоваться этой возможностью, так как давно хотел засадить Лэнъярда в тюрьму за старые дела.
Лэнъярд приезжает домой, где его встречает дочь-подросток Патриция (Вирджиния Уайдлер), которая мечтает стать детективом и изводит играми в «воров и разбойников» Джеймсона (Леонард Кэйри), слугу Лэнъярда. Отец приносит дочери в подарок наручники, после чего сообщает, что после смерти матери не в состоянии в одиночку должным образом заботиться о ней, и потому собирается отправить её в школу-интернат. На вопрос дочери, не собирается ли он жениться на молодой светской красавице Вэл Карсон (Айда Лупино), 35-летний Лэнъярд отвечает, что слишком стар для неё. Романтические отношения Майкла с Вэл, дочерью сенатора, переживают постоянные взлёты и падения, но она явно любит его, сильно ревнует и хочет выйти за него замуж. Вскоре Вэл через окно забирается в дом Лэнъярда, где сначала набрасывается на него с упрёками, что он, ничего не сказав, бросил её во время обеда в ресторане, а затем прощает его и соглашается пойти с ним на ужин. Вскоре в доме появляются инспектор Томас и сержант Деван (Том Дуган), которых Майкл знакомит с Вэл, после чего пытается увезти их для беседы в другую комнату. Томас интересуется, каким образом окурок сигареты Лэнъярда попал на место ограбления сейфа в Министерстве обороны. Майкл отвечает, что окурок подбросили те, кто хотел подставить его в этом преступлении, в то время, как он в момент ограбления обедал в ресторане с певицей Мэри Темплтон (Хелен Линд), и она сможет это подтвердить. К сожалению для Майкла, эти слова подслушивает Вэл. Выпроводив полицейских, Майкл вместе с Вэл направляется в ресторан. Тем временем у Спиро в кабинете Дженкс передаёт ему украденные чертежи, сообщая, что полиция почему-то не стала арестовывать Лэнъярда. Выяснив, что части чертежей не хватает, Спиро догадывается, что они находятся в лаборатории Палмера, решая на этот раз заполучить их таким образом, чтобы Лэнъярд наверняка получил бы большой срок.
В ресторане Майкл оправдывается перед Вэл, что беседовал с Мэри об антиквариате, которым они оба интересуются. Вскоре он замечает, что на него пристально смотрит молодая привлекательная женщина по имени Карен (Рита Хейворт), которая затем подходит к их столику. Она напоминает Лэнъярду об их былой встрече в Будапеште и называет его Одиноким волком. Понимая, что она оказалась здесь неспроста, Майкл выходит вместе с ней поговорить наедине. Они садятся в машину, где один из бандитов угрожает Майклу оружием. Его привозят в лабораторию Палмера, где требуют открыть сейф. Делая вид, что готовит устройство для вскрытия сейфа, Лэнъярд изготавливает небольшую дымовую шашку, которую взрывает, что позволяет ему сбежать от бандитов и спрятаться в лаборатории. Когда преступники бросаются за ним на улицу, Майкл выходит из укрытия, спокойно открывает сейф, забирает недостающие листы чертежа и прячет их в свой карман, подменяя их чертежами детской коляски. После этого Лэнъярд запирает сейф и даёт бандитам себя поймать. Его снова приводят к сейфу, из которого он извлекает подложенные чертежи, передавая их Дженксу, который снова бросает сигарету Лэнъярда на месте преступления.
Тем временем, пока разозлённая Вэл ждёт Лэнъярда у него дома, там появляется Мэри Темплтон, чтобы продолжить разговор об антиквариате. Встретив Мэри, Вэл запугивает её тем, что Лэнъярд — это ужасный человек и крайне опасный преступник, и лучше всего для неё будет забыть о нём. После ухода Мэри появляется Лэнъярд, а вслед за ним приезжает отец Вэл, сенатор Карсон (Брэндон Тайнэн), озабоченный тем, что полиция подозревает Майкла в краже чертежей. Лэнъярд уверяет его, что он невиновен, после чего передаёт сенатору на сохранение чертежи, которые достал в лаборатории Палмера. Он обещает, что этой же ночью добудет оставшуюся часть чертежей, которая была похищена из Министерства обороны. Из дома Майкла Карсон отправляется на сюрреалистический бал-маскарад к богатому балканскому бизнесмену, мистеру Грегори, приглашая Вэл с собой, однако она соглашается идти только с Лэнъярдом.
Тем временем Спиро, который и есть Грегори, захватывает Палмера, а также получает чертежи из его лаборатории, которые привёз Дженкс. Выяснив, что это чертежи детской коляски, Спиро требует немедленно достать подлинные чертежи и направляет Дженкса к Майклу домой. Не застав Лэнъярда, Дженкс бьёт Джеймсона и угрожает ему, а затем едет к Карсону. Между тем Лэнъярд ведёт Вэл в ресторан, где они ранее обедали, выясняя у официанта, что Карен иногда бывает здесь в компании мистера Грегори. После этого Майкл, делая вид, что решил пойти на бал-маскарад к Грегори вместе с ней, сажает её в такси и отправляет в другую сторону, а сам действительно направляется к дому Грегори. Подойдя к входу, Лэнъярд делает себе костюм из веток деревьев, а затем крадёт приглашение у пьяного гостя и проходит через охрану. Он пытается сразу же проскочить на второй этаж, однако слуги его не пропускают. Вскоре на приём приезжает Вэл в маске, полностью скрывающей лицо. Она следит за Майклом, а затем, маня его платком с инициалом К., завлекает на балкон, где он снимает с неё маску. Несколько минут спустя по его просьбе Вэл выходит в центр танцевального зала и начинает кричать изо всех сил, отвлекая внимание хозяев и гостей, что позволяет Лэнъярду проскочить на второй этаж.
Поднимаясь по лестнице, он вдруг видит Грегори, который спускается в компании Карен. Спрятавшись за шторой, Майкл включает охранную сигнализацию, после чего следит за Грегори, который быстро поднимается в свой кабинет и проверяет содержимое сейфа. Выяснив, что всё на месте, Грегори уходит, после чего Лэнъярд быстро вскрывает сейф и забирает чертежи. Когда он пытается уйти, в дверях его ловит Грегори со своими вооружёнными бандитами. Майкл однако успевает сделать вид, что не успел найти сейф. В этот момент звонит Дженкс, сообщая Грегори, что получил чертежи у Карсона. Думая, что теперь все чертежи у него, Грегори даёт указание своим людям вывезти Лянъярда за город и убить. Когда бандиты ведут Майкла через зал на улицу, улучив момент, он пристраивается к полицейским, которые выводят пьяного, и под их прикрытием сбегает.
Вернувшись домой, Лэнъярд находит связанного Джеймсона, который говорит, что Дженкс узнал о том, что чертежи у сенатора, и Майкл понимает, что они скорее всего уже оказались у Грегори. Вскоре приезжает Вэл, а чуть позднее появляются копы. Томас говорит, что алиби Майкла рухнуло, так как Мэри заявила, что не знает никакого Лэнъярда и никогда с ним не встречалась. Когда на Майкла уже надевают наручники, появляется Вэл в домашнем халате, заявляя полиции, что в те часы, когда произошла кража, они с Лэнъярдом сочетались браком. По просьбе полицейских Лэнъярд передаёт им свой стакан виски. Хотя он делает вид, что пил из этого стакана, на самом деле он специально попросил Джеймсона, чтобы тот оставил на нём свои отпечатки пальцев. Убедившись, что отпечатки пальцев не совпадают с тем, которые обнаружены на месте ограбления, детективы уходят. После этого Майкл беседует с Джеймсоном, называя Вэл бесценной, и она подслушивает их разговор.
Понимая, что в доме находиться опасно, Лэнъярд сажает Вэл, Патрицию и Джеймсона в машину и направляется домой к Вэл. У ворот они замечают четырёх бандитов на автомобиле, которые бросаются за ними в погоню. Лэнъярд умело маневрирует на городских улицах, безуспешно пытаясь привлечь внимание полицейских, после чего устраивает аварию бандитов с полицейским автомобилем. После того, как Лэнъярд с компанией приезжает домой к Карсону, там вскоре появляются Карен с Дженксом. Карен просит оставить её наедине с Лэнъярдом, после чего сообщает, что если они не передадут все чертежи заказчику в ближайшее время, то потеряют заказ. Потому она от лица Грегори предлагает ему объединиться и поровну поделить деньги, которые они получат за продажу чертежей, однако Лэнъярд отказывается. Разочарованная Карен уезжает, не подозревая, что в багажнике её автомобиля спряталась Патриция, решившая помочь отцу выследить бандитов. Прочитав записку от дочери, Лэнъярд понимает, что её надо срочно спасть и уезжает, попросив Вэл позвонить Томасу, чтобы он со своими людьми ехал к Грегори.
Добравшись до места, Карен и Дженкс видят, что Патриция следит за ними. Покараулив девочку, они хватают её и уводят в дом. Тем временем в полицейском участке детективы устанавливают, что у Лэнъярда и Вэл не было свадьбы, после чего объявляют Майкла в розыск. Когда Вэл приезжает к копам, сообщая, что Лэнъярду срочно требуется помощь в доме Грегори, они ей не верят, думая, что она пытается отвлечь их внимание. Приехав к дому Грегори, Лэнъярд залезает в окно, однако бандиты его хватают. В обмен на дочь Лэнъярд отдаёт Грегори вторую часть чертежей, после чего просит разрешения поговорить с Патрицией. Вэл в свою очередь пытается проникнуть в дом Грегори, однако попадает в руки преступников, и её запирают в отдельной комнате вместе с Палмером. Тем временем полицейский патруль замечает машину Лэнъярда у дома Грегори, и по этой наводке Томас со своими людьми немедленно выезжает на место.
Получив у Грегори разрешение попрощаться с дочерью, Майкл сажает Патрицию на колени и шепчет ей на ухо, после чего она начинает громко рыдать, отвлекая внимание преступников. В этот момент Майкл вырубает в комнате свет и начинает драку с двумя бандитами, а Патриция тем временем достаёт чертежи из стола Грегори и выбегает с ними на улицу. Майкл расправляется с противниками, после чего находит Вэл и Палмера, и выпускает их на свободу. Бандиты бросаются за Лэнъярдом в погоню по зданию, однако в этот момент подъезжают полицейские. При попытке бежать полиция задерживает Грегори и Карен, а также остальных шпионов. Полицейские увозят в участок и Лэнъярда, который рассказывает, как всё произошло. Когда Томас снимает с Лэнъярда все подозрения, тот заявляет, что готов сесть в тюрьму, лишь бы не жениться, на что Патриция показывает Вэл ключи от его камеры.

## В ролях
- Уоррен Уильям — Майкл Лэнъярд, он же Одинокий волк
- Айда Лупино — Вэл Карсон
- Рита Хейворт — Карен
- Вирджиния Уайдлер — Патриция
- Ральф Морган — Спиро, он же Грегори
- Дон Беддоу — инспектор Томас
- Том Дуган — сержант Деван
- Леонард Кэйри — Джеймсон
- Бен Уелден — Дженкс
- Брэндон Тайнэн — сенатор Карсон
- Хелен Линд — Мэри Темплтон
- Лэндерс Стивенс — Тэтчер

## Создатели фильма и исполнители главных ролей
Этот фильм был первой режиссёрской работой для британского актёра и режиссёра Питера Годфри в Голливуде. В общей сложности, вплоть до 1956 года Годфри поставил 21 картину, среди которых комедия «Рождество в Коннектикуте» (1945), драма военного времени «Отель „Берлин“» (1945), мелодрама «Женщина в белом» (1948) и фильмы нуар «Две миссис Кэрролл» (1947), «Ложная тревога» (1947) и «Пожалуйста, убей меня» (1956).
За свою карьеру, охватившую период с 1922 по 1947 год, Уоррен Уильям сыграл в 64 фильмах, среди которых криминальные мелодрамы «Трое в паре» (1932) и «Спичечный король» (1932), комедия «Леди на один день» (1933), мелодрама «Вход для персонала» (1933) и романтическая комедия «Имитация жизни» (1934). Он также сыграл главную роль адвоката Перри Мейсона в четырёх судебных драмах 1934—1936 годов и заглавную роль в девяти фильмах про Одинокого волка, которые вышли в период с 1939 по 1943 год.
Как отметил историк кино Джереми Арнольд, этот «фильм был в определённой степени значим как для карьеры Айды Лупино, так и для карьеры Риты Хейворт». Британская актриса Айда Лупино начала сниматься в Голливуде в 1932 году, однако после истечения контракта с Paramount в 1937 году, она редко получала работу. Как пишет Арнольд, её тогдашний жених, актёр Луис Хейуорд, попросил своего агента представлять её интересы, и тот вскоре организовал ей встречу с главой студии Columbia Pictures Гарри Коном. Как сказал ей Кон, «ты не красавица, Айда, но у тебя забавное маленькое личико», после чего подписал с ней контракт на два фильма, первым из них стал этот. Хотя, по словам Арнольда, «это и был как раз тот тип фильма категории В, от которых она устала на Paramount», но ей не приходилось выбирать. В разгар съемок 20-летняя Лупино и 29-летний Хейуард поженились. На следующий день они вернулись на работу, а в следующие выходные провели медовый месяц в Малибу. Позднее Лупино перешла на студию Warner Bros., где сыграла в таких успешных фильмах, как «Они ехали ночью» (1940), «Высокая Сьерра» (1941) и «Морской волк» (1941), а затем — в таких престижных фильмах нуар, как «Придорожное заведение» (1948), «На опасной земле» (1951) и «Большой нож» (1955). С 1949 по 1966 год она также поставила восемь фильмов как режиссёр. Среди них наиболее успешными были фильм нуар «Попутчик» (1953) и семейная комедия «Неприятности с ангелами» (1966).
Что касается 20-летней Риты Хейворт, то, по словам Арнольда, это был «первый фильм, где её одели в платья, сшитые на заказ» (в предыдущих фильмах она носила одежду из гардероба студии). Кроме того, впервые ей была предоставлена собственная дублёрша. Вскоре Хейворт станет звездой после ролей в музыкально-танцевальных комедиях «Ты никогда не будешь богаче» (1941), «Ты никогда не была восхитительнее» (1942) и «Девушка с обложки» (1944), а затем — в фильмах нуар «Гильда» (1946) и «Леди из Шанхая» (1947).

## История создания фильма
Как отмечает историк кино Джереми Арнольд, Одинокого волка в 1914 году придумал американский писатель Луис Джозеф Вэнс, сделав его героем целой серии своих книг. Одинокий волк — это прозвище галантного похитителя драгоценностей Майкла Лэнъярда, который, по словам Вэнса, «был очаровательным европейским мошенником, питавшим слабость к дамам».
Рассказы и романы Луиса Джозефа Вэнса про Одинокого волка легли в основу по меньшей мере двадцати четырех фильмов, снятых в период с 1917 по 1949 год. Первым фильмом, основанным на романах про Одинокого волка, стала картина Герберта Бренона «Одинокий волк» (1917), в которой роль детектива Майкла Лэнъярда сыграл Берт Лайтелл (англ.  Bert Lytell), после чего вплоть до 1932 года было снято ещё восемь фильмов с разными актёрами. В 1935 году фильмом «Одинокий волк возвращается» Columbia Pictures перезапустила франшизу. Данный фильм стал третьим в этом новом киносериале и первым, в котором снялся Уоррен Уильям, сыгравший в общей сложности в девяти фильмах.
По словам Арнольда, «в то время в Голливуде снималось ужасно много франшиз о джентльменах-детективах». Серия Metro-Goldwyn-Mayer о Тонком человеке была самой популярной, в то время как на уровне фильмов категории B у RKO был успешный сериал о Святом (за которым вскоре появился сериал о Соколе), Warners и Paramount производили фильмы про Фило Вэнса, а Columbia занялась фильмами про Одинокого волка. Кроме того, в это же время выходили детективные сериалы с участием таких популярных персонажей, как Шерлок Холмс, Чарли Чан, мистер Мото и мистер Вонг.
Хотя в некоторых источниках говорится, что этот фильм является ремейком немого фильма «Дочь Одинокого волка» (1919) и частично — звукового фильма с таким же названием 1929 года, в действительности сценарий этого фильма практически не имеет ничего общего с теми фильмами. Как отмечено в информации Американского института киноискусства, в качестве основы для этого фильма был использован сценарий фильма студии Columbia «Дочь Одинокого волка» (1929), однако история была полностью изменена после назначения Джона Латимера в качестве автора сценария.
Рабочими названиями для этого фильма были «Дочь Одинокого волка» (англ.  The Lone Wolf's Daughter) и «Одинокий волк» (англ.  The Lone Wolf).
Фильм находился в производстве с 21 ноября по 12 декабря 1938 года и вышел на экраны 27 января 1939 года.
Имя валета Лэнъярда во всех предыдущих фильмах было Дженкинс, однако, в этом фильме и во всех последующих его зовут Джеймсон. Дочь Лэнъярда как персонаж больше не фигурировала ни в одном из последующих фильмов с участием Уильяма в роли Одинокого волка.
После того, как в 1943 году Уильям снялся в своём последнем фильме про Одинокого волка «Паспорт в Суэц», в 1946 году эту роль в фильме «Пресловутый Одинокий волк» сыграл Джеральд Мор, снявшийся в общей сложности в трёх картинах.
В апреле 1954 года вышел первый эпизод телесериала «Одинокий волк», также известного как «Улицы опасности» (англ.  Streets of Danger). Сериал состоял из 39 эпизодов продолжительностью 30 минут, главную роль Одинокого волка в сериале сыграл Луис Хейуорд.

## Оценка фильма критикой

### Общая оценка фильма
После выхода картины рецензент «Нью-Йорк Таймс» назвал её «отличным детским развлечением», добавив, что Уоррен Уильям в образе Одинокого волка является «замаскированной копией Тонкого человека».
Современный историк кино Хэл Эриксон назвал эту картину «самой лучшей в серии фильмов категории В студии Columbia Pictures про Одинокого волка». Дерек Уиннерт назвал фильм «напряжённым и забавным комедийным триллером», посчитав его «лучшим среди девяти фильмов» с Уорреном Уильямом в роли Майкла Лэнъярда. Джереми Альберт заключил, что «как и другие фильмы этого цикла, он очень красиво сочетает комедию и саспенс, и обеспечивает развлечение на протяжении своей краткой продолжительности». Дерек Уиннерт отмечает, «остроумный сценарий Джонатана Латимера и головокружительный темп», которые делают этот приключенческий фильм «в высшей степени приятным».
Как пишет киновед Брюс Эдер, «некоторые думают, что Шон Коннери был первым героем, который умел распутывать международные шпионские сети, вооружившись лишь некоторой смелостью, парой остроумных замечаний и умением хорошо выглядеть в смокинге». В действительности, «Уоррен Уильям добрался туда первым — и почти на 25 лет раньше Коннери — в этом фильме, первом и лучшем из серии фильмов об Одиноком волке от Columbia Pictures». Как отмечает Эдер, «действие ни на мгновение не останавливается, перемежаясь с юмором и словесными перепалками между бойким на язык Майклом Лэнъярдом и практически всеми остальными участниками сюжета — от его маленькой дочери (Вирджиния Уайдлер) до легкомысленной дочери сенатора (Айда Лупино), двух медленно соображающих детективов (Дон Беддоу, Том Дуган), которые хотели бы арестовать его, а также вражеских агентов, в ряды которых входят Рита Хейворт, Ральф Морган, Бен Уэлдон и Марк Лоуренс». Как резюмирует своё мнение Эдер, это «праздник смеха, а также прекрасный триллер, который является первоклассным примером того, каким может быть фильм категории В».
С другой стороны историк кино Уолтер Альберт выразил мнение, что «фильм служит напоминанием о том, что не все фильмы категории В были маленькими бриллиантами».

### Оценка работы режиссёра и актёров
По мнению Эдера, Питер Годфри, «дебютирующий здесь как режиссёр и вообще в Голливуде», заслуживает быть номинированным на «Оскар» за «тщательно выверенный баланс» юмора и приключений, а также за «создание 67-минутной картины, которая воспринимается как развлечение на всю ночь». По мнению критика, «фильм является прекрасной демонстрацией актёрского таланта Уоррена Уильяма в лёгком жанре».
Джереми Арнольд добавляет, что «фильму помогает исключительно хороший актёрский состав второго плана, включая Айду Лупино, Риту Хейворт и Ральфа Моргана». Как пишет Уиннерт, наряду с превосходным Уильямом, который полностью сливается со своей ролью, "прекрасный актерский состав включает Айду Лупино в роли богатой подружки Лэнъярда, Риту Хейворт в роли шпионки, Вирджинию Уайдлер в роли юной дочери Лэнъярда, Ральфа Моргана в роли Спиро и Леонарда Кэйри в роли слуги Джеймсона.